# Siederia meieri
Siederia meieri är en fjärilsart som beskrevs av Leo Sieder 1955. Siederia meieri ingår i släktet Siederia och familjen säckspinnare. Inga underarter finns listade i Catalogue of Life.